# Bartolomeo Vanzetti
Bartolomeo Vanzetti (Villafalletto, 11 de junho de 1888 — Charlestown, 23 de agosto de  1927) foi um anarquista italiano que junto com Nicola Sacco foi preso, processado, julgado e condenado nos Estados Unidos da América na década de 1920, sob a acusação de homicídio de um contador e de um guarda de uma fábrica de sapatos. Sobre sua culpa houve muitas dúvidas já à época dos acontecimentos.

## Biografia
Nem ele nem Sacco foram absolvidos nem mesmo depois que um outro homem admitiu em 1925 a autoria dos crimes. Foram condenados à pena capital e executados por eletrocução em 23 de agosto de 1927.
Há uma citação sobre ambos no poema "América" de Allen Ginsberg.
Howard Fast, escritor de origem judaica e militante político, escreveu um livro que narra a história dos dois anarquistas, imigrantes, italianos condenados a morte, o nome do livro é "Sacco e Vanzetti".
Em 1977, uma investigação ordenada pelo então governador de Massachusetts, Michael Dukakis, estabeleceu que Sacco e Vanzetti não receberam um julgamento justo. Dukakis proclamou 23 de agosto de 1977 como o Dia em Memória de Sacco e Vanzetti ("Dia Memorial Sacco e Vanzetti"), com o objetivo de remover todo o estigma de seus nomes. Eles não receberam perdão póstumo, pois significaria atribuir-lhes culpa.